# Morane-Saulnier 27

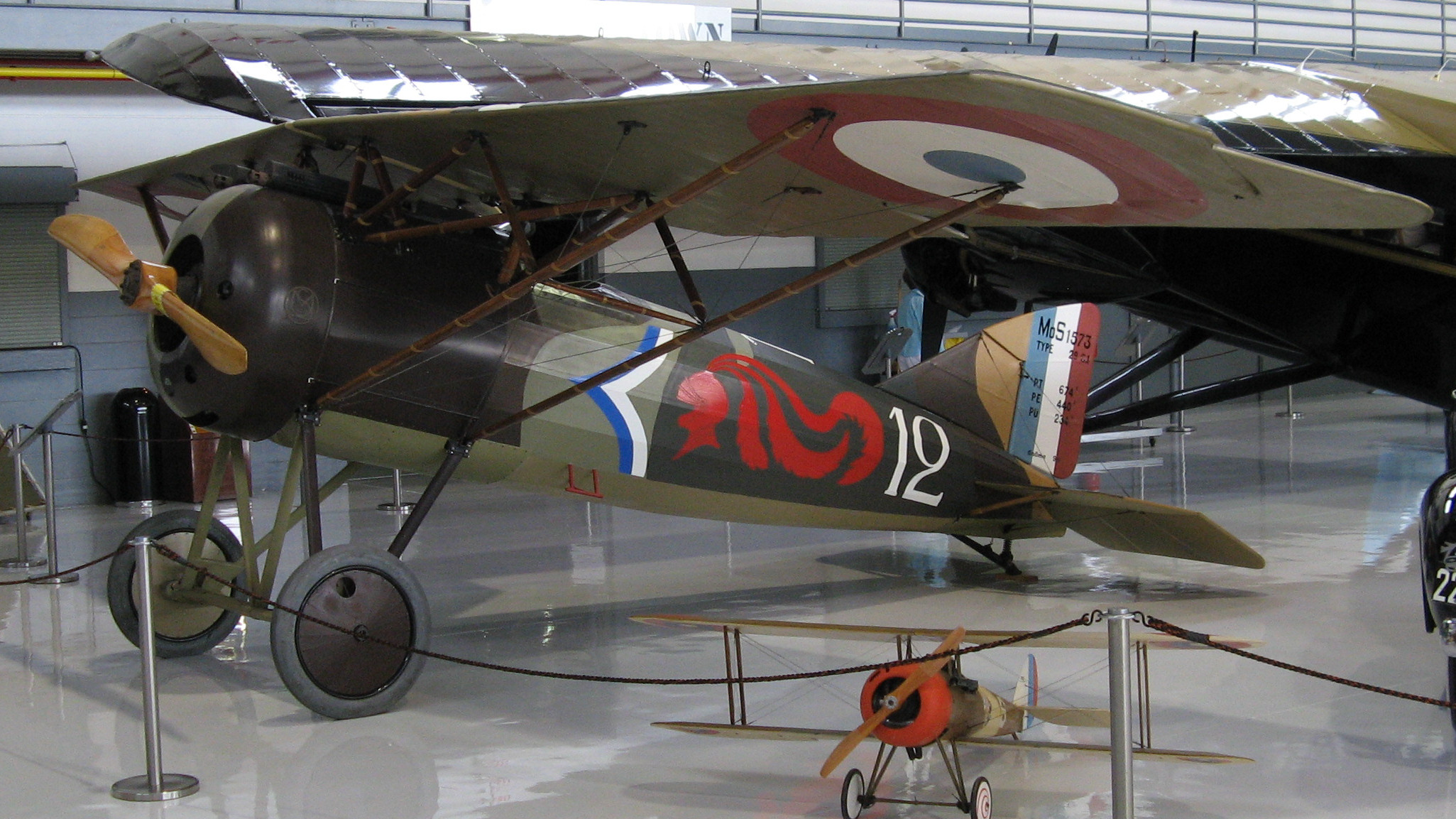
Morane-Saulnier type 27

Le Morane-Saulnier 27 est un prototype d'avion militaire de la Première Guerre mondiale.